# Yodh
Yodh是许多闪米特字母表中的第十个字母，包括腓尼基字母、亚兰字母、希伯来字母‎（Yud）、叙利亚字母以及阿拉伯字母‎（现代为第28个字母）。
Yodh在闪米特语言中的发音为/j/。在其中一些语言中，它还發长音/iː/。
腓尼基字母后来分别演变为了希腊字母Ι、拉丁字母I与J、西里尔字母І、科普特字母Ⲓ以及哥德字母𐌹。